# Sotaro Fujiwara
Sotaro Fujiwara –en japonés, 藤原　崇太郎, Fujiwara Sotaro– (27 de abril de 1998) es un deportista japonés que compite en judo. Ganó una medalla de plata en el Campeonato Mundial de Judo de 2018 y una medalla de oro en el Campeonato Asiático de Judo de 2017, ambas en la categoría de –81 kg.

## Palmarés internacional
| Campeonato Mundial  | Campeonato Mundial | Campeonato Mundial | Campeonato Mundial |
| Año                 | Lugar              | Medalla            | Categoría          |
| ------------------- | ------------------ | ------------------ | ------------------ |
| 2018                | Bakú (Azerbaiyán)  | Medalla de plata   | –81 kg             |
| Campeonato Asiático |                    |                    |                    |
| Año                 | Lugar              | Medalla            | Categoría          |
| 2017                | Hong Kong (China)  | Medalla de oro     | –81 kg             |